# Круминьш, Волдемар Мартынович
Волдемар Мартынович Круминьш (латыш. Voldemārs Krūmiņš; 23 августа 1931 года, Латвия — 5 июня 2015 года, Лигатне, Латвия) — cеточник бумажной фабрики «Лигатне» Совнархоза Латвийской ССР, Цесисский район. Герой Социалистического Труда (1961). Депутат Верховного Совета СССР 11-го созыва.

## Биография
Получил неполное среднее образование. С 1948 года — рабочий, сеточник бумажной фабрики «Лигатне». В 1949—1952 годах проходил срочную службу в Советской Армии. После армии возвратился на фабрику «Лигатне» и продолжил трудиться сеточником.
Достигнув высокого рабочего профессионализма, показывал высокие трудовые результаты. Ежегодно перевыполнял производственные
плановые задания. Активно участвовал в рационализации производства, в результате чего значительно увеличил производительность труда. В 1958 году довёл производительность машины по изготовлению табачной бумаги с 70 до 85 метров в минуту и в последующие годы до 94 метров в минуту. Возглавлял бригаду, которая первая на фабрики завоевала почётное звание «Бригада коммунистического труда».
Бригада сеточников под руководством Волдемара Круминьша за годы Семилетки (1959—1965) ежегодно досрочно выполняла коллективное социалистическое обязательство и плановые производственные задания. Ежегодно бригада изготовляла от 1500—1650 килограммов табачной и сигаретной бумаги при запланированной норме в 1500 килограмм. Указом Президиума Верховного Совета СССР от 29 июня 1966 года удостоен звания Героя Социалистического Труда «за выдающиеся успехи, достигнутые в развитии целлюлозно-бумажной промышленности» с вручением ордена Ленина и золотой медали Серп и Молот.
В последующие годы: старший машинист бумагоделательной машины (1975—1982), председатель совета комплексной бригады фабрики «Легатне» (с 1982 года до выхода на пенсию).
Избирался депутатом Верховного Совета СССР 11-го созыва (1984—1989) от Цесисского избирательного округа, депутатом Цесисского районного Совета народных депутатов, делегатом 11-го и 17-го съездов профсоюзов Латвийской ССР.
После выхода на пенсию проживал в Лигатне Цесисского района, где скончался в июне 2015 года. Похоронен на Спрингском кладбище города Лигатне.